# Vidor (Venetien)
Vidor ist eine italienische Gemeinde in der Provinz Treviso mit 3645 Einwohnern (Stand 31. Dezember 2023).
Vidor liegt nahe dem Fluss Piave. Zur Gemeinde gehört der Ortsteil (italienisch: Fraktion) Colbertaldo. Die Nachbargemeinden sind: Crocetta del Montello, Farra di Soligo, Moriago della Battaglia, Pederobba und Valdobbiadene.
Vidor gehört zur Comunità montana „Prealpi Trevigiane“.